# Chiara Vignati
Chiara Vignati (Monza, 12 luglio 1991) è una calciatrice italiana, portiere del Fiamma Monza.

## Carriera

### Club
Chiara Vignati cresce calcisticamente nel Fiammamonza, società con cui riuscirà a conquistare la Serie A, e nella quale resterà fino al campionato 2012-2013, con le monzesi retrocesse alla Serie B. Il successivo campionato la vede come secondo portiere del G.S. Caprera Calcio.
Nell'estate 2014 coglie l'occasione offertale dal Mozzanica per il posto di secondo portiere delle biancoazzurre, come vice di Alessia Gritti, per giocare in Serie A, tuttavia in campionato non riesce a trovare spazio e lascia la società al termine della stagione 2014-2015.
Durante il calciomercato estivo trova un accordo con la Bocconi, società milanese ex sezione sportiva dell'omonima università, per giocare in Serie B la stagione entrante. Con la Bocconi rimane un solo campionato, congedandosi con un tabellino di sole 6 presenze su 22 incontri di campionato.
Durante l'estate 2016 formalizza il trasferimento alla Riozzese, ritornata alla Serie B dopo aver vinto il campionato di Serie C Lombardia, per condividere la porta con Mariella Orlando, anche lei ex Mozzanica, per giocare il campionato di Serie B 2016-2017 nel girone C.
Nell'estate 2018 ritorna al Fiamma Monza, in Serie C.